# Agostinho Mignoni
Agostinho Mignoni (* 6. Juni 1919 in Veranópolis) ist ein ehemaliger brasilianischer Politiker.
Mignoni wurde als Sohn des José Mignoni und der Margarida Mignoni geboren. Von 1959 bis 1963 und ein weiteres Mal von 1963 bis 1967 als einberufener Stellvertreter gehörte er als Abgeordneter des Partido Trabalhista Brasileiro (PTB) für zwei Wahlperioden der Assembleia Legislativa de Santa Catarina an. 1961 wurde er zum 1. Sekretär der Assembleia Legislativa gewählt.